# Carl Christian Bagger
Carl Christian Bagger, född 11 maj 1807 och död 25 oktober 1846, var en dansk författare.
Efter avlagd studentexamen 1828 förde Bagger ett utsvävande om tämligen olyckligt liv. År 1836 blev han redaktör för Hempels Avis i Odense. Han gifte sig 1838 med Thora Fiedler, föremålet för sina kärleksdikter. Bagger är en av den danska litteraturens bohemfigurer, en byronsk typ, även i sin konst svängande mellan våldsamt livsbegär och bitter besvikelse. Hans äldsta dikt Önskerne tryckte i den av J. L. Heiberg redigerade Kjöbenhavns flyvende Post 1827. Senare skrev han tragedin Dronning Christine af Sverrig och Monaldeschi (1833) och noveller, bland vilka Min Broders Levnet (1835) väckte samtidens förargelse genom sin käcka realistiska skildring. Baggers samlade verk är utgivna av V. Möller i 2 band 1866-67.